# Hydnocarpus anomala
Hydnocarpus anomala är en tvåhjärtbladig växtart som först beskrevs av Merrill, och fick sitt nu gällande namn av Herman Otto Sleumer. Hydnocarpus anomala ingår i släktet Hydnocarpus och familjen Achariaceae. Inga underarter finns listade i Catalogue of Life.